# Warmińsko-Mazurska Filharmonia im. Feliksa Nowowiejskiego w Olsztynie

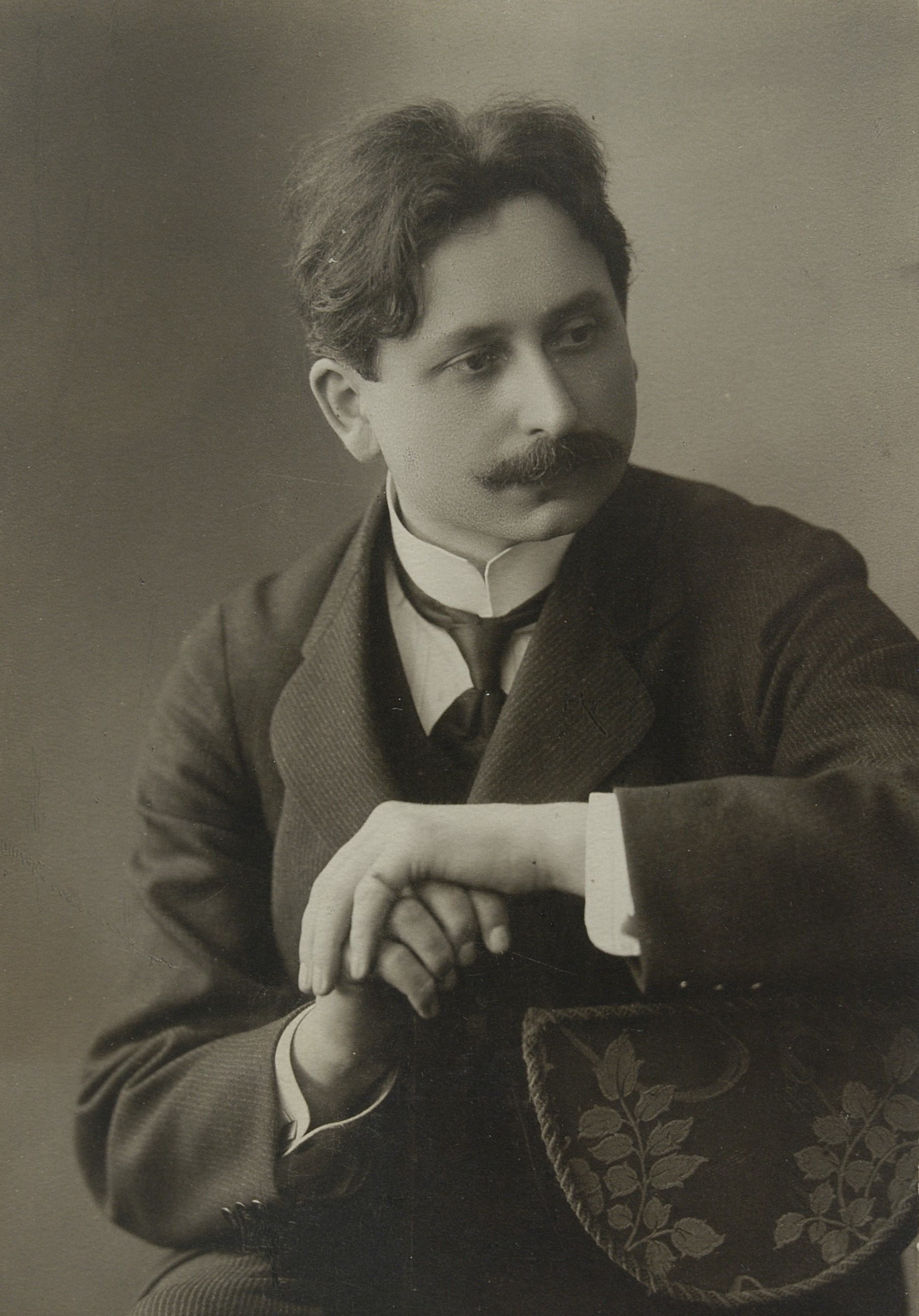
Feliks Nowowiejski, patron filharmonii

Warmińsko-Mazurska Filharmonia im. Feliksa Nowowiejskiego w Olsztynie, także Filharmonia Warmińsko-Mazurska – filharmonia z siedzibą w Olsztynie, założona w 1946. Jej organizatorem jest samorząd województwa warmińsko-mazurskiego.

## Historia
W styczniu 1946, podczas zebrania Związku Zawodowego Muzyków RP, Mirosław Dąbrowski wystąpił z inicjatywą powołania orkiestry. Już po dwóch miesiącach, 17 marca 1946, odbył się inauguracyjny koncert Małej Orkiestry Symfonicznej Związku Zawodowego Muzyków RP pod batutą pierwszego kierownika i dyrygenta Mirosława Dąbrowskiego. W programie koncertu znalazły się: Marsz Holzmanna, Wiązanka melodii operowych Schreinera, fantazja Echo z polskich gór Czesława Żaka i walc z operetki Zemsta nietoperza Straussa.
W latach pięćdziesiątych orkiestra rozpoczęła stałą działalność koncertową. W 1962 roku zespół przyjął imię kompozytora Feliksa Nowowiejskiego (1877–1946), twórcy melodii Roty, urodzonego w pobliskim Barczewie, który w Olsztynie rozpoczął swoją karierę muzyczną. Jednocześnie instytucja uzyskała status Państwowej Orkiestry Symfonicznej w Olsztynie, a na początku 1973 została przekształcona w Filharmonię.
Filharmonia Warmińsko-Mazurska prowadzi działalność edukacyjną dla dzieci, młodzieży i studentów: audycje przedszkolne, szkolne koncerty kameralne, koncerty symfoniczne dla szkół ponadpodstawowych, koncerty uniwersyteckie i inne, także we współpracy z chórami działającymi w Olsztynie.
Sejmik Województwa Warmińsko-Mazurskiego podjął w dniu 25 października 2005 uchwałę o zmianie nazwy na Warmińsko-Mazurska Filharmonia im. Feliksa Nowowiejskiego w Olsztynie.
W 2014 w organizowanych przez Filharmonię koncertach udział wzięło ponad 63 tys. osób.

## Dyrektorzy naczelni i artystyczni
- dyrektor naczelny Janusz Bogdan Lewandowski (do 30 czerwca 2011)[2]
- dyrektor naczelny i artystyczny Piotr Sułkowski (1 lipca 2011 – 31 grudnia 2022)[3][2]
- dyrektor naczelny i artystyczny Janusz Ciepliński (od 1 stycznia 2023 do 31 sierpnia 2027)[4][5].

## Odznaczenia
- Srebrny Medal „Zasłużony Kulturze Gloria Artis” (2016)[6]